# Neoguraleus finlayi
Neoguraleus finlayi é uma espécie de gastrópode do gênero Neoguraleus, pertencente a família Mangeliidae.